# Форбс Кеннеді
Форбс Кеннеді (англ. Forbes Kennedy; нар. 18 серпня 1935, Дорчестер, Нью-Брансвік) — канадський хокеїст, що грав на позиції центрального нападника.

## Ігрова кар'єра
Професійну хокейну кар'єру розпочав 1956 року.
Протягом професійної клубної ігрової кар'єри, що тривала 15 років, захищав кольори команд «Чикаго Блекгокс», «Детройт Ред-Вінгс», «Бостон Брюїнс», «Філадельфія Флаєрс» та «Торонто Мейпл-Ліфс».